# Iuri Lucan
Iuri Lucan (Gică) a fost un dascăl, scriitor ucrainean și om de cultură. Acesta s-a născut pe 8 decembrie 1935 în satul Călinești-Enache, Suceava, comuna Dărmănești. A fost primul președinte al Uniunii Ucrainenilor din România – Ținutul Bucovina, ocupând, pentru o perioadă, și funcția de inspector în Ministerul Învățământului.
După finalizarea studiilor elementare și gimnaziale în localitatea sa natală, Iuri Lucan urmează cursurile Liceului Pedagogic Ucrainean din Siret (promoția 1951-1955), apoi Facultatea de Filologie - secția ucraineană - din cadrul Universității București (promoția 1955-1960).

## Activitatea didactică
Iuri Lucan își începe activitatea didactică la Școala cu Clasele I-VII din localitatea sa natală, însă cea mai mare parte a carierei sale didactice o va petrece la Școala Generală din Ipotești, Suceava, unde predă, timp de trei decenii, limba ucraineană, limba rusă și limba română până în anul 1995, când se pensionează. În toată această perioadă, se implică în numeroase activități extracuriculare, instruind mai multe formații artistice din Ipotești, cu care participă la diverse festivaluri naționale. În 1965, a pus bazele primei orchestre de mandoline a Școlii din Ipotești, activitate pe care avea să o desfășoare pe toată durata profesurii sale. Ultima formație vocal-instrumentă ucraineană instruită și pregătită de Iuri Lucan s-a numit Mрія („Visul”) și a activat până la moartea acestuia.

## Activitatea literară
Ca scriitor, Iuri Lucan debutează în anul 1979 cu romanul „Balanța”, apărut la Editura Kriterion. Câțiva ani mai târziu, publică romanele „Nu-i greu să ucizi un corb” (1982) și „Nopți banale” (1985), la aceeași editură. Romanele sunt scrise în limba ucraineană și investighează spațiul rural bucovinean. Pe lângă romanele amintite, Iuri a lăsat în manuscris romanul istoric „Duelul întrerupt” pe care nu a mai apucat să îl publice și care nu a apărut nici postum. Așadar, «a intrat în lumea scriitorilor cu o Balanță și a părăsit-o cu Un duel întrerupt!»  A avut, de asemenea, și o bogată activitate publicistică, fiind în același timp și coautor al unei culegeri de cântece ucrainene.
Volume antume publicate cronologic: 
- Balanța, 1979, Editura Kriterion;
- Nu-i greu să ucizi un corb, 1982, Editura Kriterion;
- Nopți banale, 1985, Editura Kriterion (?);

Volume nepublicate:
- Duelul întrerupt, roman istoric, manuscris;

## Activitatea artistică
„Iurii Lucan cânta minunat la baian și acordeon, era un dansator desăvârșit, bun fotbalist și voleibalist. Bun instructor de formații artistice, inclusiv regizor de teatru. De altfel, toți frații lui cântau la diferite instrumente, într-o formație intitulată „Taraful fraților Lucan”, fiind invitați să cânte la nunți, cumetrii și mai ales la horele de hram. Fratele lui, Vasile, cânta la vioară, Dragoș – la contrabas, iar Filaret – la trompetă.” 
Iuri Lucan s-a stins din viață în decembrie 2001, în locuința sa din Suceava, lăsând în urmă o operă complexă și amintiri de neuitat în mintea generațiilor de elevi pe care i-a îndrumat. După dorința sa, a fost înmormântat în Cimitirul din satul Ipotești, Suceava, pentru a fi mai aproape de meleagurile și oamenii pe care i-a îndrăgit și slujit o viață.